# 입면초등학교
입면초등학교는 대한민국 전라남도 곡성군 입면 송전리에 있는 초등학교다.

## 학교 연혁
- 1926년 6월 1일 입면공립보통학교(4년제) 개교(설립인가 5월 8일)
  - 개교 당시 면사무소 임시교사
  - 9월 9일 입면로 711 (매월리) 교사 이전
- 1932년 4월 1일 6년제로 개편
- 1938년 4월 1일 명칭 변경 (입면공립심상소학교)
- 1941년 4월 1일 명칭 변경 (입면공립국민학교)
- 1981년 3월 1일 병설유치원 개원
- 1987년 3월 1일 동산분교장 편입
- 1994년 3월 1일 동산분교장 통폐합
- 1996년 3월 1일 입면초등학교로 개칭
- 1996년 3월 1일 동강분교장 통폐합
- 2004년 3월 1일 창립초등학교 통폐합
- 2005년 3월 1일 학교 증개축 준공(적정규모학교 육성사업)
- 2017년 3월 1일 제36대 류정례 교장 부임
- 2018년 2월 14일 제89회 졸업 (졸업생 총 5,785명)

## 참고 자료
- 입면초등학교 - 한국교육학술정보원 학교알리미